# Arrondissement administratif de Verviers
L’arrondissement administratif de Verviers est un des quatre arrondissements administratifs de la province de Liège en Région wallonne (Belgique). Plus grand arrondissement administratif de Belgique, sa superficie est de 2 009,60 km2. Sa population au 1er janvier 2025 s’élevait à 291 525 habitants, soit une densité de 145,1 habitants/km².
C'est dans cet arrondissement que se situe la Communauté germanophone de Belgique.
Les communes francophones font partie de l'arrondissement judiciaire de Liège alors que les communes germanophones font partie de l'arrondissement judiciaire d'Eupen.

## Histoire
L'arrondissement de Verviers a été créé en 1815 lors du découpage de l'arrondissement de Malmedy qui était un des trois arrondissements du département français de l'Ourthe créé en 1800. Les autres communes des Cantons de l’Est dans l'arrondissement de Malmedy (les cantons d'Eupen, Kronenburg, Malmedy, Saint-Vith et Schleiden) furent annexées en 1815 à la Prusse jusqu'au traité de Versailles en 1925 où elles furent en partie réintégrées à l'arrondissement de Verviers.
En 1818, le canton de Vielsalm fut cédé à l'arrondissement de Marche-en-Famenne.
En 1821, le canton de Herve fut pris sur l'arrondissement de Liège et les communes de Basse-Bodeux, Bra, Chevron, Fosse, Francorchamps, La Gleize, Lierneux, Rahier, Stoumont et Wanne cédées à l'arrondissement de Huy mais en 1848 toutes ces communes furent rendues.
En 1919, l'État du Moresnet neutre fut annexé à la Belgique et devint la commune germanophone de La Calamine (Kelmis).
En 1925, le traité de Versailles fut appliqué et les communes francophones de Bellevaux-Ligneuville, Bévercé, Crombach, Elsenborn, Eynatten, Faymonville, Hauset, Heppenbach, Hergenrath, Kettenis, Lommersweiler, Manderfeld, Meyerode, Neu-Moresnet, Recht, Reuland, Robertville, Rocherath, Schoenberg, Thommen et Walhorn, de même que les communes bilingues (aujourd'hui à majorité francophone) de Malmedy et Waimes, furent rendues à l'arrondissement. De plus huit autres communes germanophones des « cantons de l'Est » furent annexés à la Belgique (dans lesquels fut inclus la commune de La Calamine déjà annexée) : Amblève (Amel), Bullange (Büllingen), Butgenbach (Bütgenbach), Eupen, Lontzen, Raeren (Rären) et Saint-Vith (Sankt Vith)
Lors de la fixation définitive de la frontière linguistique en 1963, les communes de Fouron-Saint-Martin, Fouron-Saint-Pierre, Rémersdael et Teuven furent cédées à l'arrondissement de Tongres.
En 1977, la commune de Lorcé fut prise à l'arrondissement de Huy, la commune de Neufchâteau fut cédée à l'arrondissement de Liège, Arbrefontaine fut pris à l'arrondissement de Bastogne et des parties de Lierneux furent cédées aux arrondissements de Bastogne et Marche-en-Famenne.
L'arrondissement de Verviers correspond à la zone touristique dite de l'Ardenne bleue dont le siège se trouve à Spa.

## Hydrographie
La région est riche d'un réseau hydrographique important. L'eau carbogazeuse fait la renommée de Spa et l'eau de la Vesdre qui fit la richesse de Verviers comme ville lainière.
De nombreuses sources sont présentes, qui forment des torrents et ruisseaux depuis les Hautes Fagnes vers les vallées de la Vesdre, de la Warche ou de l'Amblève. La présence de plusieurs barrages provoque l'apparition de plusieurs lacs comme à la Gileppe, à Eupen, à Robertville ou à Butgenbach, et la cascade de Coo.

## Patrimoine
Les villages d'Olne et de Limbourg sont classés parmi les Plus Beaux Villages de Wallonie. La région compte plusieurs abbayes comme celle de Malmedy. La bataille des Ardennes, durant l'hiver 1944-1945, a également laissé des stigmates.

## Événements
Ce territoire compte de nombreux événements folkloriques parmi lesquels les carnavals rhénans d'Eupen et de la plupart des communes germanophones, le Cwarmê de Malmedy et ses haguètes, le Laetare de Stavelot et ses Blancs moussis, le carnaval de Jalhay ou la Cavalcade de Herve, les Francofolies à Spa ou la fiestacity à Verviers. Un  Grand Prix de Formule 1 existe aussi sur le circuit de Spa-Francorchamps et la région est le point de passage de la course cycliste Liège-Bastogne-Liège.

## Communes et leurs sections

### Communes
- Amblève (Amel)
- Aubel
- Baelen
- Bullange (Büllingen)
- Burg-Reuland
- Butgenbach (Bütgenbach)
- Dison
- Eupen
- Herve
- Jalhay
- La Calamine (Kelmis)
- Lierneux
- Limbourg
- Lontzen
- Malmedy
- Olne
- Pepinster
- Plombières
- Raeren
- Saint-Vith (Sankt Vith)
- Spa
- Stavelot
- Stoumont
- Theux
- Thimister-Clermont
- Trois-Ponts
- Verviers
- Waimes
- Welkenraedt

### Sections
- Amblève (Amel)
- Andrimont
- Arbrefontaine
- Aubel
- Baelen
- Basse-Bodeux
- Battice
- Bellevaux-Ligneuville
- Bévercé
- Bilstain
- Bolland
- Bra
- Bullange (Büllingen)
- Butgenbach (Bütgenbach)
- Chaineux
- Charneux
- Chevron
- Clermont
- Cornesse
- Crombach
- Dison
- Elsenborn
- Ensival
- Eupen
- Eynatten
- Faymonville
- Fosse
- Francorchamps
- Gemmenich
- Goé
- Grand-Rechain
- Hauset
- Henri-Chapelle
- Heppenbach
- Hergenrath
- Herve
- Heusy
- Hombourg
- Jalhay
- Julémont
- Kettenis
- La Calamine (Kelmis)
- La Gleize
- Lambermont
- La Reid
- Lierneux
- Limbourg
- Lommersweiler
- Lontzen
- Lorcé
- Malmedy
- Manderfeld
- Membach
- Meyerode
- Montzen
- Moresnet
- Neu-Moresnet
- Olne
- Pepinster
- Petit-Rechain
- Polleur
- Raeren
- Rahier
- Recht
- Reuland
- Robertville
- Rocherath
- Saint-Vith (Sankt Vith)
- Sart-lez-Spa
- Schoenberg
- Sippenaeken
- Soiron
- Spa
- Stavelot
- Stembert
- Stoumont
- Theux
- Thimister
- Thommen
- Verviers
- Waimes
- Walhorn
- Wanne
- Wegnez
- Welkenraedt
- Xhendelesse

## Démographie
Le graphique suivant reprend sa population résidente
- Source: DGS , de 1816 à 1970=recensements population; à partir de 1980 = nombre d'habitants chaque 1 janvier[1]